# 馬內奇河
馬內奇河（俄语：Маныч）是俄羅斯南部的水體系統，位於庫馬─馬內奇盆地的中部和西部。

## 西馬內奇河
馬內奇河有時指頓河的支流西馬內奇河，全長219公里，發源自馬內奇古季洛湖，流經普羅列塔爾斯克在頓河畔羅斯托夫注入頓河。

## 東馬內奇河
東馬內奇河向東流經卡爾梅克共和國，成為卡爾梅克共和國與斯塔夫羅波爾邊疆區接壤邊境的一部分，全長141公里，知名度較西馬內奇河低。

## 河源
卡勞斯河（Калаус）曾經是西馬內奇河和東馬內奇河的共同水源，而大部分河水流入東馬內奇河。20世紀建造水壩後，卡勞斯河水不能流入東馬內奇河，而卡勞斯河成為西馬內奇河唯一的河源。